# Індивідуальні бензолкарбонові кислоти
Індивідуальні бензолкарбонові кислоти (БКК) займають помітне місце в номенклатурі товарної продукції хімічної промисловості. Суміші БКК являють значно менший інтерес для використання в хімічних виробництвах, однак і вони можуть знайти досить широке застосування при отриманні пластифікаторів, термореактивних смол, клеїв, добавок до мастильних масел, деемульгаторів, захисних плівок, реагентів для фарбування тканин і ін.
Для отримання індивідуальних БКК найширше застосовують парофазне і рідиннофазне окиснення відповідних вуглеводнів. У промисловості в значних масштабах методом парофазного окиснення на окиснованадієвих каталізаторах отримують тільки фталевий ангідрид і піромелітовий діангідрид (ПМДА), відповідно з нафталіну і дуролу. Вироблення ПМДА стримується дефіцитом сировини. При використанні різних вуглеводневих фракцій утворюються і суміші кислот, які важко розділити. Аналогічні суміші отримують при окисненні викопного вугілля, що є найдешевшою і найдоступнішою сировиною. Можливості промислового виробництва БКК останнім часом приділяється велика увага. Отримання БКК шляхом окиснення вугілля повітрям у водно-лужному середовищі перевірене в США на пілотній установці, в Японії створена установка з переробки вугілля продуктивністю 10 т на добу, дослідно-промислова установка створена також у Польщі, є вітчизняні проекти пілотних і дослідно-промислових установок.